# Casimir Christoph Schmidel
Casimir Christoph Schmidel (ur. 21 listopada 1718 w Bayreuth, zm. 18 grudnia 1792 w Erlangen) – niemiecki lekarz, botanik i mykolog.

## Życiorys
Casimir Christoph Schmidel studiował medycynę w Gera, Halle i Jenie. W 1742 r. został doktorem medycyny na Uniwersytecie w Jenie i zaczął pracować jako lekarz ogólny. W latach 1743–1763 był profesorem medycyny i farmakologii na Uniwersytecie w Bayreuth. W 1763 roku przeniósł się do Ansbach i został osobistym lekarzem Margrave Karla Aleksandra, wkrótce jednak zrezygnował z tej pracy. W 1750 r. został członkiem Leopoldiny, w 1783 r. został doktorem honoris causa medycyny na Uniwersytecie w Erlangen.
Zajmował się badaniem grzybów, mchów i wątrobowców. W naukowych nazwach opisanych przez niego taksonów dodawane jest jego nazwisko Schmidel.